# Други конављански рат
Други конављански рат (1451–54) био је локални сукоб херцега Стјепана Вукчића са Дубровачком републиком, у коме су одлучујућу улогу, подржавајући обе стране наизменично, имали Турци.

## Позадина
Након Првог конављанског рата, војвода Радослав Павловић одржао се у Хумској области још неколико година, све док Турци, у замену за 25.000 дуката годишњег данка, нису прешли на страну краља Твртка и Косача. На позив младог војводе (касније херцега) Стјепана Вукчића Косаче (војвода Сандаљ умро је 1435), Турци су 1436. дошли у Босну и заузели Павловићеву жупу Врхбосна (коју ће постепено претворити у Сарајево). Фебруара 1438. Требиње је уз турску помоћ пало у руке Косача, заједно са остатком поседа Павловића у Херцеговини. Војвода Радослав умро је 1441. сачувавши од некада простране државе само Подриње и Борач. Што се тиче Дубровчана, падом Павловића добили су још опаснијег суседа-херцега (од 1448) Стјепана, са којим ће 1451-1454. водити Други конављански рат за исте поседе.

### Надметање Херцег-Новог и Дубровника
Херцег-Нови је под именом Нови подигао босански краљ Твртко I 1382, изградивши тврђаву и луку да би се учврстио у приморју и постао независан од Дубровника у спољној трговини. У Новом је Твртко организовао и прву босанску морнарицу. Убрзо се кроз Нови развио жив промет, посебно трговина соли, којом је конкурисао Дубровнику, што је изазвало спорове између два града. У марту 1391. Нови је пао под власт босанског војводе Сандаља Хранића. За владе херцега Стефана Вукћића Косаче (1435-66), по коме је назван Херцег-Нови, дошло је до рата са Дубровником (1451–54), углавном због трговачке конкуренције два града.

## Рат
Средином 1451. херцег Стјепан је готово без отпора освојио Конавла и опустошио дубровачку жупу Жрновницу. Цени се да је при томе ангажовао око 12-15.000 људи. Дубровчани су са око 3.000 војника припремили одбрану Дубровника на утврђеној Томби, недалеко од града. Пошто је пробио одбрану на Томби 1. јула 1451, херцег је, после краткотрајног примирја, почетком септембра опсео Дубровник, гађајући га из топова.
Посредовањем деспота Ђурђа, Дубровчани су јануара 1452. уз помоћ Порте повратили Конавле, поделивши мито од 50.000 дуката везирима. Делећи мито на све стране, у марту 1452. Република је успела да против херцега придобије краља Томаша (у замену за 18.000 перпера) и деспота Ђурђа, затим херцеговог сина Владислава и хумски властелу на челу са Иванишом Влатковићем. Удружене војске савезника пренеле су тежиште борби у долину Неретве (даље од Дубровника), али због неслоге опустошиле су само Крајину и заузеле трг Дријева (данас Габела). Херцег је средином јуна 1452. дошао у Требиње, где је примио дубровачке посланике за мир, али преговори нису уродили плодом. Из дубровачких архива сазнајемо да је херцег том приликом и у марту 1453. поставио своје балистре у Драчевици и Требињу.
Почетком 1453. херцег је уз турску помоћ продро у Хум и средином године приморао сина Владислава и хумску властелу на мир, а у пролеће 1454. (10. априла) закључио је и мир са Дубровником.
Из дубровачких архива сазнајемо да су и након склапања мира херцегови поданици наставили да пресрећу дубровачке трговце на друму и да им отимају робу, док су их херцегови цариници отворено пљачкали (често се помиње Радосав Дуп, властелин из Мичевца). Као најпознатији друмски разбојници у целом крају у периоду 1453-57. помињу се Радосав и Остоја, браћа из требињског села Горице, који су провели неколико месеци у дубровачкој тамници, али су на херцегов захтев ослобођени.

## Последице
У међувремену, док су се снаге Босне, Угарске и Србије трошиле у узајамном рату без победника, Турци су 1453. освојили Цариград, а за наредне две године опустошили су и освојили већи део Деспотовине и створили базу за јачи притисак на Босну.

### Анализа
По Владимиру Ћоровићу, овај рат био је савршен пример себичности и политичке кратковидости, као и потпуног одсуства патриотизма код средњовековне српске властеле. По Ћоровићу, "Херцег Стјепан био је редак циник у нашој прошлости, својевољан, себичан, али даровит, вешт и брз на одлуци". Он се потпуно држао Турака и помоћу њих је мислио да оствари своје политичке и привредне планове. Да прошири своје приморско подручје, у којем се Твртков град Нови са планом развијао као такмац Дубровника и Котора и који је по свом новом заштитнику добио и задржао име Херцег-Нови, Стјепан је год. 1451. хтео да преотме од Дубровчана Конавље, и стога је ушао са њима у рат. Можда би у том рату остао и коначни победник да му није његова љубавна авантура са једном Флорентинком, која је са једним трговачким друштвом дошла у његову земљу, изазвала расцеп у породици, и довела до грађанског рата између херцега и сина му, Владислава, који се плашио очевог новог брака (и наследника). У тај, у сваком погледу неморални, рат, препун сплеткарења свих врста, умешали су се мање-више активно сви суседи, трошећи народну снагу и енергију за ниске и себичне циљеве.
Бесплодни рат завршен је год. 1454. за хришћане стањем какво је било и пре њега. Турци су, међутим, за време његова трајања знатно проширили свој утицај у Босни и Србији. Син скопљанског намесника Исак-бега (који је 1439-1444. управљао и Србијом), храбри Иса-бег, прослављен у борби против Угара на Косову, долазио је за време тога рата у Херцеговину, обавештавао се ту о приликама и живо утицао на догађаје помажући херцега. Од овог времена, Иса-бег, намесник Мехмеда Освајача у Босни и оснивач џамија у Скопљу и у Сарајеву, води главну реч у западној балканској политици, постаје заповедник »Славоније« и личност о чије се пријатељство отимају српски и босански великаши.